# کولدواتر (کانزاس)
کولدواتر (به انگلیسی: Coldwater) شهری در ایالت کانزاس کشور ایالات متحده آمریکا است که جمعیت آن در سرشماری سال ۲۰۱۰ میلادی، ۸۲۸ نفر بوده‌است.